# Richard Lewontin
Richard Charles Lewontin (ur. 29 marca 1929, zm. 4 lipca 2021) – amerykański biolog, genetyk i komentator społeczny.
Jest jednym z twórców matematycznych podstaw genetyki populacyjnej, pionierem nowych technik badawczych w zakresie biologii molekularnej, takich jak elektroforeza żelowa, stosowanych do badania zmienności genetycznej. Lewontin jest uważany za jednego z twórców dziedziny nauki zajmującej się ewolucją molekularną.
Laureat Nagrody Crafoorda w dziedzinie nauk o życiu za 2015 rok.